# Joanna Stasiewicz
Joanna Stasiewicz, także: Joanna Ignaciuk-Stasiewicz, Joanna Ignaciuk, Joanna Stasiewicz-Ignaciuk (ur. 2 lutego 1959, zm. 28 kwietnia 2020) – polska aktorka-lalkarka.

## Życiorys
W 1983 ukończyła studia na Wydziale Lalkarskim PWST w Warszawie, Filia w Białymstoku. Występowała w latach 1984–1985 Teatrze Lalki i Aktora Baj Pomorski w Toruniu. W latach 1984–2010 była aktorką Teatru Lalek Arlekin w Łodzi, w którym odegrała około stu ról, w tym m.in. w: „Ludowej Szopce Polskiej”, „Co z tego wyrośnie”, „Trzech muszkieterach”, „Carmen” i „Historii o żołnierzu”. Przez lata współpracowała z wytwórnią filmową Se-ma-for, użyczając m.in. swojego głosu pingwinowi Pik-Pokowi oraz z Teatrem Małym w Łodzi, w którym grała jako aktorka dramatyczna – w teatrze małym specjalnie dla niej wyprodukowano spektakl „Ja, Edith Piaf”.

### Życie prywatne
Była córką reżysera i operatora filmowego – Eugeniusza Ignaciuka (1928–1991). Przez lata chorowała na raka co stało się przyczyną jej śmierci. Została pochowana na cmentarzu ewangelicko-augsburskim przy ulicy Sopockiej w Łodzi.

## Filmografia

### Filmy
- Niezwykłe przygody pluszowych misiów (1990) – głos postaci,
- Podróż z zaczarowanym ołówkiem (1991) – głos postaci,
- Mamo, czy kury potrafią mówić? (1997) – głos kury,
- Za siedmioma duchami (1997) głos postaci,
- Odwrócona góra albo film pod strasznym tytułem (1999) – głos Sonka,
- Tajemnica kwiatu paproci (2004) – głos Narwanego,
- Owadeusz i Trąba (2007) – narrator,
- Nerd (2019) – głos babci Norberta.

Źródło: Filmpolski.pl.

### Seriale
- Pole Position (1984–1985) – głos Daisy Darrett,
- Mały Pingwin Pik-Pok (1989–1992) – narrator[1], pingwin Pik-Pok[4]
- Film pod strasznym tytułem (1992),
- Mordziaki (1993–2000),
- Parauszek i przyjaciele (2013).

Źródło: Filmpolski.pl.

## Nagrody
Była wielokrotnie nagradzana, głównie na Międzynarodowych Festiwalach Teatrów Lalek, do jej nagród należą m.in.:
- Nagroda aktorska za rolę Gwardzisty i Konstancji w spektaklu „Trzej muszkieterowie” na XVI Ogólnopolskim Festiwalu Teatrów Lalkowych w Opolu (1983),
- Nagroda Nagroda Artystyczna Prezydenta Łodzi (1998),
- Nagroda Nagroda Artystyczna Wojewody Łódzkiego (1998),
- Nagroda aktorska za role Śmierci i Starej w spektaklu „Kwiat paproci” w Teatrze Lalek „Arlekin” w Łodzi na 7. Międzynarodowym Festiwalu Teatrów Lalek „Katowice-Dzieciom” (2008)[1].